# A' Katīgoria 1949-1950
La A' Katīgoria 1949-1950 fu la 13ª edizione del massimo campionato di calcio cipriota: l'Anorthōsis vinse il suo primo titolo.

## Stagione

### Novità
Il Lefkoşa Türk si fuse col Çetinkaya Türk; il nuovo club prese il nome di Çetinkaya Türk Spor Kulübü.

### Formula
Il campionato era formato da otto squadre e non erano previste retrocessioni; furono assegnati due punti in caso di vittoria, uno in caso di pareggio e zero in caso di sconfitta.
Le squadre si incontrarono in gironi di andata e ritorno per un totale di quattordici turni.

## Squadre partecipanti
| Club                | Città     | Stadio             | Stagione precedente |
| ------------------- | --------- | ------------------ | ------------------- |
| AEL Limassol        | Limassol  | Stadio GSO         | 4º in A' Katīgoria  |
| Anorthōsis          | Famagosta | Stadio GSE         | 2º in A' Katīgoria  |
| APOEL               | Nicosia   | Stadio Vecchio GSP | 1º in A' Katīgoria  |
| AYMA Nicosia        | Nicosia   | Stadio Vecchio GSP | 6º in A' Katīgoria  |
| Çetinkaya Türk      | Nicosia   | Stadio Vecchio GSP | 8º in A' Katīgoria  |
| EPA Larnaca         | Larnaca   | Stadio Vecchio GSZ | 5º in A' Katīgoria  |
| Olympiakos Nicosia  | Nicosia   | Stadio Vecchio GSP | 7º in A' Katīgoria  |
| Pezoporikos Larnaca | Larnaca   | Stadio Vecchio GSZ | 3º in A' Katīgoria  |

## Classifica finale
|                  | Pos. | Squadra             | Pt | G  | V  | N | P  | GF | GS | DR  |
| ---------------- | ---- | ------------------- | -- | -- | -- | - | -- | -- | -- | --- |
| Cipro (bandiera) | 1.   | Anorthōsis          | 23 | 14 | 11 | 1 | 2  | 51 | 23 | +28 |
|                  | 2.   | EPA Larnaca         | 22 | 14 | 10 | 2 | 2  | 41 | 23 | +18 |
|                  | 3.   | APOEL               | 17 | 14 | 8  | 1 | 5  | 38 | 21 | +17 |
|                  | 4.   | AEL Limassol        | 15 | 14 | 6  | 3 | 5  | 38 | 24 | +14 |
|                  | 5.   | Pezoporikos Larnaca | 15 | 14 | 7  | 1 | 6  | 38 | 37 | +1  |
|                  | 6.   | Çetinkaya Türk      | 11 | 14 | 4  | 3 | 7  | 38 | 41 | -3  |
|                  | 7.   | Olympiakos Nicosia  | 6  | 14 | 1  | 4 | 9  | 22 | 46 | -24 |
|                  | 8.   | AYMA Nicosia        | 3  | 14 | 1  | 1 | 12 | 19 | 70 | -51 |

### Verdetti
- Anorthōsis campione di Cipro.